# Gotham City
Gotham City é uma cidade fictícia criada para as histórias em quadrinhos (ou banda desenhada) da DC Comics. Apresenta diversas semelhanças com grandes cidades do mundo onde existem altos índices de criminalidade e corrupção. Vários super-heróis tiveram aventuras nessa cidade, e seus três moradores mais famosos são Bruce Wayne (Batman), Alan Scott (o Lanterna Verde original) e Renee Montoya (a nova Questão).

## Origem do nome
O escritor Bill Finger comentou sobre o nome da cidade e do raciocínio para a mudança de localidade de Batman de Manhattan para uma cidade fictícia: "Originalmente, eu ia chamar Gotham City de "Civic City". Então eu tentei "Capital City ", então "Coast City". Então, eu folheava a lista telefônica e apareceu o nome de "Gotham Jewelers e disse: 'é isso', Gotham City. Nós não vamos chamá-la de Nova Iorque porque queremos que qualquer pessoa em qualquer cidade se identifique com ela". Gotham City havia sido um apelido bem conhecido da cidade de Nova Iorque, mesmo antes de Batman #4, o que explica o fato de "Gotham Jewelers" e muitas outras empresas em Nova York, tem a palavra "Gotham" no nome.
A primeira menção a uma cidade chamada Gotham nos Quadrinhos foi numa história do Mr. Scarlet da Fawcett Comics, criada por France Herron e Jack Kirby na revista Wow Comics #1, o historiador Greg Theakston observa que a história foi publicada no dia 13 de dezembro de 1940, pouco antes de Batman #4 ser publicada.

## História ficcional

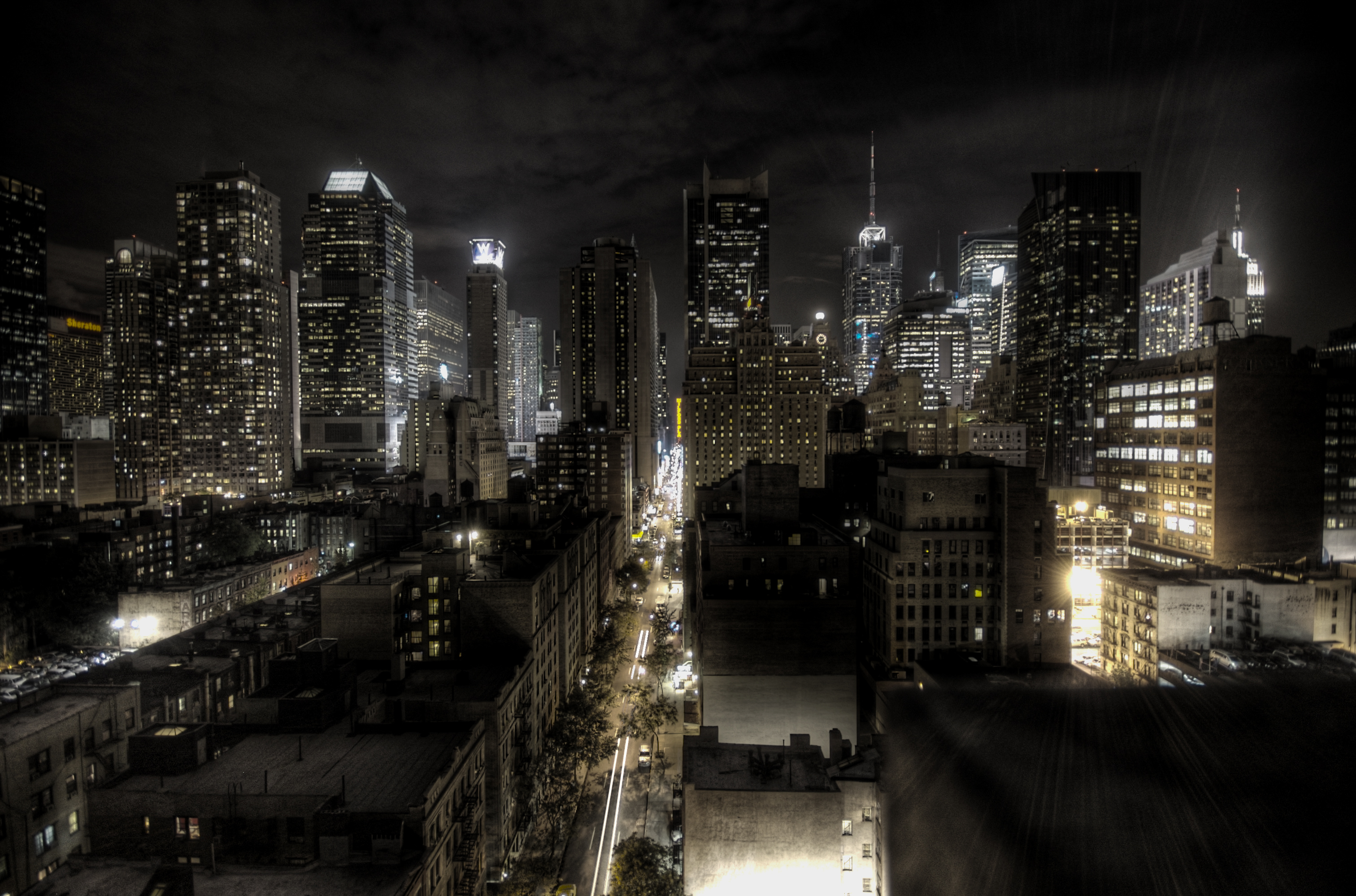
Esta imagem de Nova Iorque destaca a inspiração real por trás de Gotham City, refletindo a atmosfera urbana e sombria que define a cidade fictícia na história do Batman.

ng #53, Alan Moore escreveu uma história fictícia de Gotham City que outros escritores geralmente têm seguido. De acordo com o conto de Moore, um mercenário norueguês fundou Gotham City e os ingleses mais tarde assumiram o controle, uma história que se assemelha muito com a fundação de Nova York pelos holandeses (como Nova Amsterdã) e depois controlada pelos britânicos. Durante a Guerra da Independência dos Estados Unidos, Gotham City foi o local de uma grande batalha (em paralelo com a Batalha do Brooklyn e a Batalha de Long Island na Guerra de Indepência dos Estados Unidos). Rumores de que ela era um local de vários rituais de ocultismo.

## Aparições em outras mídias
Na série Batman Beyond, definida no futuro, Gotham City tem um visual futurista.
Nos filmes de Tim Burton, a cidade tem um aspecto sombrio e noir que se encaixa na estética gótica do autor, enquanto nos de Joel Schumacher tem cores e é labirintítica, parecendo kitsch. Finalmente, nos filmes de Christopher Nolan é uma mistura de Chicago e Nova Iorque, com a construção gigantesca de Wayne Enterprises como um centro de núcleo da cidade, próximo da versão dos quadrinhos.
Em 25 de novembro de 2013, a Fox confirmou Gotham, série de televisão no universo de Batman cuja estréia ocorreu em setembro de 2014 e cuja história gira em torno de James Gordon.
A primeira aparição de Gotham City no Universo Estendido da DC se deu em Batman v Superman: Dawn of Justice, com um aspecto mais sombrio e gótico, menos realista e mais próximo dos quadrinhos. A cidade também foi palco de Liga da Justiça.

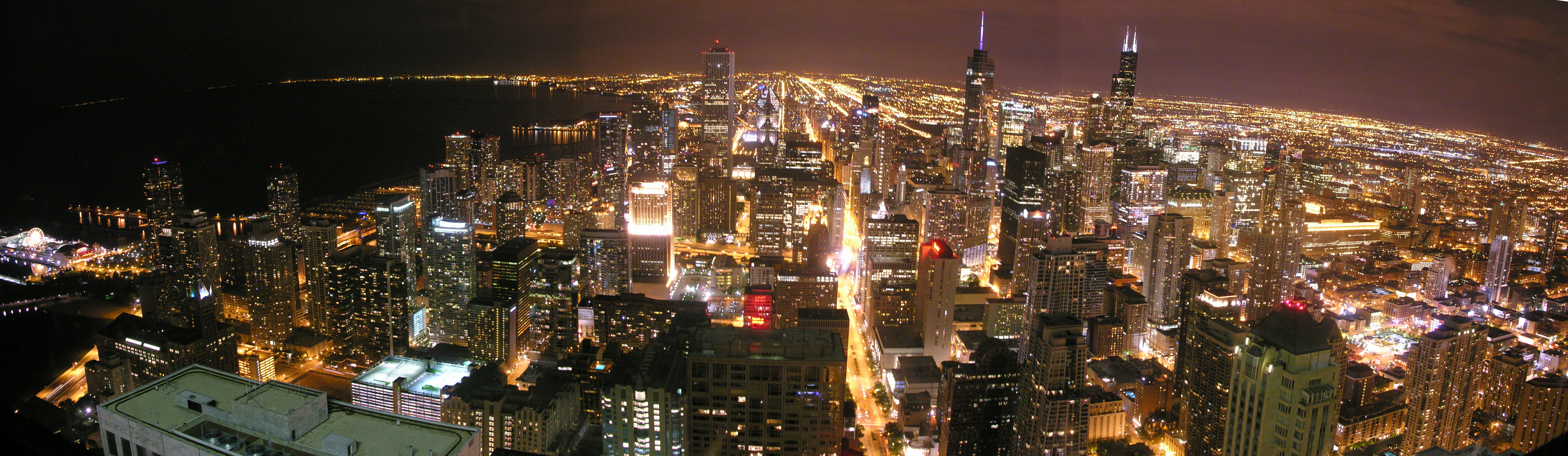
Chicago foi utilizado pelo cineasta Christopher Nolan como um local para gravar imagens de exterior Gotham City.

## Bairros
Sempre que um autor novo escreve, cria uma situação, um personagem, um bairro novo e dá um elemento a mais na cidade. Frank Miller criou um bairro na zona baixa, onde a prostituição, as drogas, violência e exploração são fatos cotidianos, como em todas as grandes cidades.
Gotham é uma cidade marcante pelo seu aspecto sombrio e cruel. Diferente de Metrópolis (a cidade do Super-Homem), que é desenvolvida e pacífica, Gotham tem um aspecto obscuro e sombrio, altos índices de criminalidade e o perigo rondando em cada esquina.
Devido aos hábitos noturnos de Batman, as aventuras ocorridas em Gotham se passam quase sempre à noite.
Abaixo os bairros de Gotham City:
- Centro Financeiro de Gotham – Incluídos no Centro Financeiro estão os maiores bancos da cidade e a Bolsa de Valores além de vários museus e da maioria dos teatros da cidade. Muitas emissoras de rádio e televisão têm suas torres de transmissão instaladas ali.

- Baixa Zona Leste – É um dos bairros mais pobres da cidade, com casas de operários construídas entre 1890 e 1900 e trilhos ferroviários. A maioria dos edifícios não tem mais as comodidades associadas à vida urbana: água corrente, eletricidade, gás ou TV à cabo. Poucos dos trilhos que cruzam a área estão em uso.

- Chelsea – É um bairro residencial habitado por jovens profissionais e artistas. A Universidade de Gotham está situada a nordeste de Chelsea.

- Rio Leste – É um bairro de classe baixa, com um grande número de quadrilhas formadas por jovens. Foi nessa área que Bruce Wayne foi ferido quando fazia sua primeira noite de reconhecimento, pouco antes de ser tornar Batman. Selina Kyle, a Mulher-Gato, morou nesse bairro.

- Bristol – bairro nobre de Gotham, com casas e mansões enormes. As mais ricas são rodeadas por centenas de acres de terra. O bairro é conhecido como playground dos ricos e famosos, dando-se ao luxo de possuir diversos ancoradouros de iates, além da Galeria de Celebridades de Gotham.

- Bryantown – É uma área pobre. Foi, originalmente, um bairro de classe operária que se deteriorou graças ao destino e à má polítca

- Bairro Chinês – Mais do que qualquer outro bairro de Gotham, este tem seu próprio padrão de vida. Os moradores não impõem esse padrão aos não-residentes, mas, quando as leis e procedimentos da cidade entram em conflito com a tradição do lugar, eles escolhem seu próprio método de resolver as coisas. O índice de criminalidade ali é um dos mais baixos de Gotham.

- Neville – é o bairro que possui algumas das mais badaladas casas noturnas da cidade e os restaurantes da moda. As moradias variam de casas a edifícios com múltiplos apartamentos.

- Midtown – é o principal ponto de entrada de imigrantes hispânicos e do Sudoeste Asiático. O bairro é residencial.

- Zona Portuária (Cais) – Não há residências na Zona Portuária. As docas estão equipadas com guindastes e máquinas de terraplanagem usadas para rebocar enormes plataformas de carga. O Porto de Gotham recebe navios cargueiros e petroleiros.

- Uptown – Foi a área residencial preferida. Essa posição, porém se perdeu, para Bristol e Neville. Podemos encontrar profissionais, operários, pequenos comerciantes, ricaços e tipos esquisitos, todos vivendo lá. Uptown é muito tolerante com essa diversificação, e a mistura dos vários tipos de gente faz dele o mais excitante bairro de Gotham. Pelo menos, na opinião das pessoas dali.

- Bowery – Originalmente uma fazenda pertencente a Jon Logerrquist, o fundador da cidade. Depois de sua morte, a reputação de Bowery começou a cair. A maioria de histórias de fantasmas tem origem no bairro. Ao contrário de outros locais, Bowery nunca teve dias de glória. Muito dos mais notórios criminosos de Gotham tiraram vantagem das superstições em torno do lugar para encobrir atividades ilícitas. O Beco do Crime, onde os pais de Bruce foram assassinados, está localizado no Bowery. Uma vez por ano, no aniversário da morte deles, Batman patrulha o local, sozinho, e ataca qualquer pessoa que ouse cometer um crime.

- Glendale – Era uma cidade independente até 1930, quando foi anexada a Gotham. Muitos residentes de Glendale ainda acreditam que o bairro é uma entidade separada e chamam Gotham de “a outra cidade”. O instituto de Tecnologia Glendale é um dos melhores do país. Os estudantes do Instituto têm rivalidade esportiva feroz, mas sem esperança, em relação à Universidade de Gotham.

- Evanstown – Ainda tem uma atmosfera de cidade pacata, com predominância de casas construídas em pequenos lotes e nenhum prédio com mais de 4 andares. O índice de criminalidade é notadamente baixo, e o espírito de comunidade, intenso. Esse bairro tem 4 vezes mais times pequenos do que qualquer outro bairro de Gotham, em diversas modalidades esportivas, incluindo beisebol e futebol. O comissário Gordon mora lá.

- Irving Grove – É um bairro de classe média alta, com moradias à beira da Reserva Florestal de Dayton. A reserva é um lugar bonito, tranquilo e agradável.

- Gotham Village – Apesar de rebatizado, a característica do bairro é melhor descrita pelo seu antigo nome: Parque Industrial de Gotham. Isso ocorreu após uma tentativa fracassada da cidade de atrair novas industrias, que então decidiu transformar a região em local para moradias de baixo custo. O número de habitações respeitáveis tem aumentado, mas a área é uma das mais sombrias de Gotham.

- Sommerset – Esse distrito conserva sua caracteristica sueca. Uma celebração sueca é realizada todo ano neste bairro de imigrantes. Ao norte do bairro, numa área remota cobeta de bosques, está o Asilo Arkham para Criminosos Insanos. Uma variedade de criminosos psicopatas está encarcerada no local, inclusive Coringa, Chapeleiro Louco, Espantalho, Hera Venenosa, Duas-Caras, etc.

- Scituate – É um bairro que tem como forte suas instalações esportivas: O Estadio Municipal de Gotham é o lar dos Wildcats, equipe de futebol americano de Gotham; Os Gotham Blades, uma equipe menor de hóquei, jogam em Herod Arena; A Wayne Field, casa da equipe de beisebol dos Gotham Knights; O Estádio Dean ficou vazio desde que Gotham Rampage faliu, um time de futebol muito pobre. Porém os Gotham Gorillas passaram a jogar no Estádio Dean.

- Lyntown – bairro industrial que contém dúzias de fábricas e armazéns abandonados, trilhos reduzidos a contornos de ferrugem e fornalhas que viram suas últimas cargas de carvão há mais de 15 anos. Esses prédios abandonados são usados para operações clandestinas, tais como refinamento de drogas, desmanche de carros roubados e oficinas para fabricação de armas cujas origens não podem ser comprovadas.

- Victoria Place – Bairro aonde está localizado pequenas fábricas e empresas de porte médio, que são postos avançados na fronteira tecnológica. Elas são mais abertas do que algumas organizações supersecretas e mantém boas relações com o pessoal do bairro e das áreas adjacentes de Manchester e Bristol.

- Little Sockton – Bairro industrial. Aço de alta qualidade, plásticos especiais e cerâmicas são produzidos nesse local, onde também está localizado o Aeroporto Internacional de Gotham.

- Manchester – É um distrito residencial conhecido pela Via Manchester, a pista de corrida da cidade. Enquanto autoridades fazem o calendário das corridas, as quadrilhas tratam de cuidar do resto. O crime organizado manipula tudo, desde as probabilidades estabelecidas pelo computador até as próprias corridas. As autoridades fazem uma limpeza periódica na Via, e os criminosos voltam, também periodicamente.

- Conventry – Esse bairro é conhecido pela grande quantidade de casas elegantes, todas abastecidas com armas automáticas para evitar “indesejáveis”. O bairro tem três instituições notáveis: o Zoológico de Gotham, a Biblioteca Histórica Hegler e o Grande Convento (um monastério).

- Charon – É uma área residencial que tem desde casas até prédios de 15 andares. A Santa Casa de Misericórdia, o melhor hospital da cidade, está localizada entre Ross Lawn e o Memorial de Gotham, os maiores cemitérios da cidade.

Na nova série, os bairros mudam e inclui um novo bairro ao Asilo Arkham, o Narrows, e um novo à mansão Wayne, o Palisades. Nos Novos 52 vemos o bairro Burnside, o bairro hipster de Gotham onde se passam as novas aventuras da Batgirl Bárbara Gordon.

## Pontos turísticos e outros

Ilustração da Cidade

- Ilustração da CidadeMemorial ao Monstro do Pântano – construído em memória ao cientista Alec Holland, o Monstro do Pântano.
- Memorial ao Lanterna Verde da SJA – construído em memória a Alan Scott, o primeiro Lanterna Verde.
- Pântano da Chacina – Próximo a Gotham, foi neste pântano que Solomon Grundy, um vilão freqüente de Alan Scott, "nasceu".
- Parque Robinson – é o parque principal da cidade. Durante a "Terra de Ninguém", Hera Venenosa tomou controle desta área, como sendo dela própria.
- Beco do Crime – é uma pequena rua. Anteriormente conhecido como "Park Row", Beco do Crime é uma área perigosa, infestada de crime. Este é o lugar onde Joe Chill matou Thomas Wayne e Martha Wayne na frente de seu filho Bruce depois que a família tinha visitado uma ópera. Além disso, este é o local onde Batman conheceu Jason Todd quando o jovem tentou roubar os pneus do Batmóvel. É também onde a Dra. Leslie Thompkins mantém sua clínica.
- Mansão Wayne – em inglês "Wayne Manor", é a residência pessoal de Bruce Wayne.[4] Abaixo dela, se encontra a Batcaverna[4], que em muitas histórias tem como entrada um relógio, e como senha a hora de 10:47pm, a mesma em que Thomas e Martha Wayne faleceram. Em 2012, o site Huffingtonpost.com fez um cálculo de qual seria o valor da mansão, caso ela existisse na vida real, chegando ao valor aproximado de 32,1 milhões de dólares.[4]
- Torre do Relógio – foi a primeira base de operações do grupo de super-heroínas conhecidas como as Aves de Rapina.[5] Devido a eventos ocorridos no final da saga Jogos de Guerra (contada, no Brasil, nas páginas da revista do Batman) a Torre foi implodida.
- Complexo Esportivo Knightsdome – é um complexo esportivo que hospeda muitas das principais equipes e eventos esportivos da cidade. É a sede dos Gotham Knights, time de futebol americano da cidade.
- Química Ace – A fábrica onde um criminoso fantasiado nomeado O Capuz Vermelho caiu em um barril de produtos químicos e tornou-se o Coringa, em A Piada Mortal.
- Amusement Mile – é um parque de diversões com rodas-gigantes, montanhas-russas e outras atrações típicas de um parque temático.
- GothCorp – é uma empresa econômica e farmacêutica rival das Empresas Wayne. Seu CEO é Ferris Boyle, que é responsável pela transformação de um de seus empregados, Dr.Victor Fries, no supervilão Senhor Frio.
- Ponte Westward – é a ponte que se estende sobre o Rio Gotham para o oeste, que liga o distrito de Burnley para a Ilha de Arkham.
- Ponte Metro-Narrows – é a ponte que liga Gotham City a Metrópolis, localizada do outro lado da baía que separa as duas cidades.
- Universidade de Gotham – é uma das universidades mais antigas e prestigiadas da cidade, dando origem a muitas das mentes mais brilhantes do mundo. Entre esses ex-alunos estão os adversários de Batman Dra. Harleen Quinzel, a Arlequina, que estudou psicologia lá através de uma bolsa de ginástica, e Dr.Jonathan Crane, o Espantalho que já chegou a lecionar psicologia lá até que ele foi demitido por experimentar uma toxina de indução ao medo em seus alunos.
- Jardim Botânico Giordano – é um jardim botânico que Hera Venenosa às vezes usa como esconderijo.
- Unidade de Crimes Especiais (SCU) é uma delegacia de polícia que serve para acomodar policiais e outros membros do pessoal que está encarregado de supervisionar a aplicação da lei dentro do distrito de East End. Para este fim, a estação também é a casa do Bat-Sinal e construído para conter escritórios e alojamento para o pessoal e veículos, junto com vestiários, células de detenção temporária e salas de entrevista/interrogatório.
- Centro de Distribuição – é um esconderijo usado por Bane ligeiramente ao sul da SCU.
- Departamento de Polícia de Gotham City – chefiado pelo Comissário Jim Gordon, o edifício é um alvo para ataques de vândalos, delinquentes e supervilões da mesma forma, no entanto, o edifício é sempre restaurado, reconstruído e remodelado para continuar defendendo a lei e manter a justiça em uma cidade cheia de corrupção.
- Prefeitura de Gotham City- o edifício da prefeitura da cidade, é onde o prefeito de Gotham trabalha.
- Praça da Catedral – é a localização da catedral principal de Gotham. A Catedral possui gárgulas de pedra e sinos que tocam sobre Gotham, como se a vigiassem e protegessem;
- Empresas Wayne – é uma empresa de defesa econômica e militar especializada em vários aspectos industriais.
- Icebergue Lounge – é um clube noturno de propriedade e operado pelo Pinguim. Ele usa o clube como sua base de operações.
- Edifício da Gazeta de Gotham – A Gazeta de Gotham é um dos principais jornais de Gotham City. O editor-chefe do jornal de Metrópolis Planeta Diário, Perry White, havia trabalhado para a Gazeta no início de sua carreira.
- Chinatown – é um distrito que é o lar de uma comunidade chinesa sólida e tradicional. Conhecido pelos seus restaurantes e mercados orientais, os moradores de Chinatown parecem considerar-se uma comunidade auto-suficiente e não pedem nem sentem que necessitam de assistência de "forasteiros".
- Penitenciária Blackgate – é a principal prisão de Gotham City, localizada na Ilhota de Blackgate. Ao contrário do Asilo Arkham, Blackgate é onde os criminosos mentalmente sãos como o Pinguim, Mulher Gato, Bane, vários capangas, membros de gangues e chefes da máfia são encarcerados quando capturados.
- Asilo Arkham – é um hospital psiquiátrico. Muitos criminosos que têm psicoses do Universo DC já foram pacientes do Asilo e também escaparam dele, a maior parte da lista de super-vilões do Batman como o Coringa (Joker), o Charada, Duas Caras, Hera Venenosa, Espantalho, Crocodilo e Arlequina.
- Estátua da Justiça – é um monumento ao largo da costa da cidade. A figura parece ter uma venda nos olhos e uma espada e uma balança em suas mãos estendidas.

### Submundo de Gotham City
- Gangues unificadas:

- - Máscara Negra – Durante os eventos de "Batman: Jogos de Guerra", Roman Sionis, vulgo Máscara Negra ganhou controle sobre todas as gangues em Gotham City e trabalhou com The Society para matar Batman. Depois que suas operações criminosas serem sistematicamente paralisadas por Capuz Vermelho, ele é eventualmente morto pela Mulher Gato e um vácuo de poder leva a uma série de guerras de gangues.
  - Grande Tubarão Branco – Warren White, vulgo Grande Tubarão Branco, tornou-se o sucessor do império de crime do Máscara Negra, executando com sucesso todos os crimes em Gotham de dentro do Asilo Arkham.

- Máfia de Gotham:

- - Família Falcone (Italiana) – Liderado por Carmine Falcone, que manteve um domínio sobre todo o crime de Gotham City antes do surgimento de "máscaras". Depois que ele é assassinado por Duas Caras, sua filha, Sofia Gigante, assume o controle. Após sua morte e o assassinato de muitos outros membros da família, a família perde seu poder na cidade. Após uma ausência prolongada, o filho de Falcone, Mario, recuperou parte do antigo poder da família.
  - Família Sullivan (Irlandesa) – Liderado por Mickey Sullivan, a família foi considerada subordinada à família Falcone. Depois de uma tentativa fracassada de matar Duas Caras, eles foram mortos em um hotel por Holiday.
  - Família Ibanescu (Romena) – Liderado por Dragos Ibanescu, a família estava envolvida em lutas de animais, tráfico de seres humanos e prostituição. Eles operam no East End.
  - Família Maroni (Italiana) – Liderado por Luigi Maroni até sua morte, da qual a família foi herdada pelo filho de Lou, Salvatore Maroni. O último Maroni foi responsável pela cicatrização de Harvey Dent e assassinado na prisão.
  - Família Dimitrov (Russa) – Dirigido por Yuri Dimitrov, a família está continuamente em guerra com a Família Maroni.
  - Família Moxon (Britânica) – Dirigido por um amigo distante da família Wayne, Lew Moxon, que detinha um imenso império até sua trágica morte.
  - Família Odessa (Ucraniana) – Administrado por Vasily e Alexandra Kosov, a família foi tomada por Tobias Whale.
  - Família Riley (Irlandesa) – Dirigido pelo pai de Peyton Riley, Sean Riley até sua morte.
  - Família Sabatino (italiano) – Dirigido por Johnny Sabatino, que se casou com Peyton Riley para consolidar a paz entre as gangues irlandesas e italianas. Seu casamento sem amor entrou em violência quando tentou matá-la. Peyton aliou-se a Scarface para matar Johnny, mas todos foram aparentemente mortos durante a luta.
  - Yakuza – Dirigido por Akahara até sua morte em um tiroteio em Jogos de Guerra.
  - La Eme (Mexicana)

- Gangues de Gotham:
  - Todos-Americanos – Uma das primeiras gangues em Gotham desde o final do século XIX.
  - Homens Livres – Uma das primeiras gangues em Gotham desde o final do século XIX.
  - Corvos Feridos (Irlandesa) – Uma das primeiras gangues em Gotham desde o final do século XIX.
  - East Siders (Italiana) – Uma das primeiras gangues em Gotham desde o final do século XIX.
  - Filhos Judeus de Davi (Israelita) – Uma das primeiras gangues em Gotham desde o final do século XIX.
  - Liga dos Assassinos (Árabe) – Liderado por Ra's al Ghul, esta organização eco-terrorista é constituída pelos assassinos mais perigosos do mundo, orquestrando o método para dar ao mundo um equilíbrio ambiental perfeito através de injustiça, sem hesitação ou medo da morte.
  - Gangue do Sussuro (Ucraniana) – Liderado Luka Volk é uma das gangues que controla o contrabando Gotham que entra através das cinco linhas do metrô (as outras duas são a Yakusa e La Eme), os candidatos a entrar no grupo são chamados de "Os Seis", são mandados ao conflito na Crimeia para treinar em meio á guerra, ao retornar recebem uma máscara de ferro com forma de focinheira, que é soldada na nuca, como um símbolo de lealdade para provar que nunca falarão de mais, ela permanece no minimo um ano até provem dignos.
  - Gangue do Coringa – Liderado pelo Coringa, esta gangue está envolvida em vários esquemas e roubos. Eles têm uma visão niilista e parecem insanos, se vestem como palhaços e pessoas do circo para se associarem ao Coringa.
  - Gangue do Espantalho – Liderado pelo ex-psiquiátrica Jonathan Crane, esta gangue utiliza a "toxina do medo" do Espantalho para parecerem etéreos e demoníacos, deturpando as percepções de suas vítimas e variando de um criminoso comum a uma vasta galeria de monstruosas alucinações enganosas.
  - Gangue do Charada – Liderado por Edward Nygma, esta gangue é conhecida por deixar enigmas e quebra-cabeças levando a armadilhas mortais em suas cenas de crime.
  - Gangue do Pinguim – Liderado por Oswald Cobblepot, essa gangue foi uma vez o principal poder em Gotham até que foi derrubado pela Intergangue, mas foi restaurada ao poder por Batman.
  - Gangue do Duas Caras – Liderado por Harvey Dent.
  - Gangue do Bane – Dirigida pelo filho do Rei Serpente, Bane, membros dessa gangue usam a droga Veneno de Bane para fazê-los mais resistentes.
  - Faces Falsas – Dirigida por Roman Sionis, essa gangue usa uma máscara de sua própria escolha para ocultar suas características. Máscara Negra nunca foi capaz de reformar a gangue depois que todos eles foram aparentemente mortos durante o assalto a um banco por Crocodilo, a própria gangue foi desde então dissolvida.